# Asclepias inaequalis
Asclepias inaequalis är en oleanderväxtart som beskrevs av Goyder. Asclepias inaequalis ingår i släktet sidenörter, och familjen oleanderväxter. Inga underarter finns listade i Catalogue of Life.